# Roy D. Chapin
Roy Dikeman Chapin Sr. (23 de febrero de 1880 - 16 de febrero de 1936) fue un industrial y político estadounidense, cofundador de Hudson Motor Car Company, una empresa fabricante de automóviles predecesora de la American Motors Corporation. También ejerció el cargo de Secretario de Comercio de los Estados Unidos desde el 8 de agosto de 1932 hasta el 3 de marzo de 1933, durante los últimos meses de la administración del presidente Herbert Hoover.

## Primeros años
Chapin nació el 23 de febrero de 1880 en Lansing. Era hijo de Edward Cornelius Chapin y de Ella Rose King. Asistió a la Universidad de Míchigan, y se casó con Inez Tiedeman en 1914. La pareja tuvo seis hijos. Uno de ellos, Roy D. Chapin Jr., también seguiría una carrera en Hudson Motor Car Company, y finalmente lideraría American Motors Corporation (AMC).

## Intereses comerciales

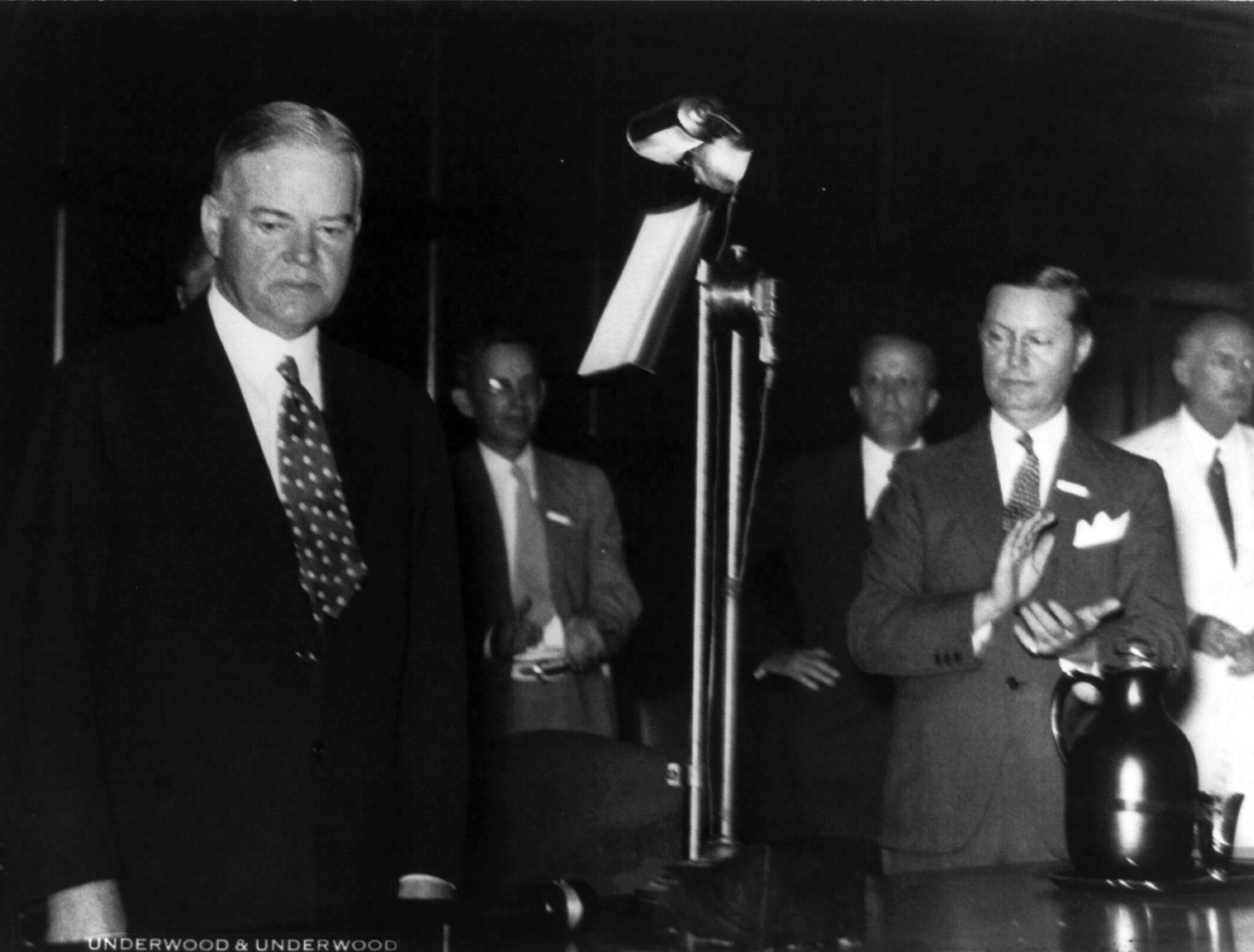
Secretario de Comercio de los Estados Unidos Roy D. Chapin aplaudiendo al Presidente Herbert Hoover en la Conferencia de los Nueve Puntos de la Prosperidad (26 de agosto de 1932)

En 1908 Chapin encabezó el consorcio de empresarios e ingenieros que fundó la Hudson Motor Car Company. La empresa recibió el nombre del comerciante de Detroit Joseph L. Hudson, quien aportó la mayor parte del capital para la puesta en marcha de la operación.
Chapin también estuvo detrás de la formación en 1918 de la Essex Motor Company, una subsidiaria de Hudson, empresa que destacó por desarrollar en 1922 el primer automóvil cerrado asequible producido en masa. Debido al éxito de la línea económica del Essex Coach cerrado, la industria automotriz estadounidense se alejó de los automóviles abiertos para satisfacer la demanda de los consumidores de vehículos de pasajeros adecuados para distintas condiciones climáticas.
En 1927 reemplazó a Clifton como director de la Cámara de Comercio Nacional del Automóvil.
Además de sus intereses corporativos, Chapin encabezó la campaña para construir la Autopista Lincoln, junto con Henry B. Joy de Packard Motors. Si bien Chapin vio la creación de una red de carreteras diseñada y construida profesionalmente como la mejor manera de hacer crecer la industria automotriz, también vio que facilitar el transporte por carretera era una forma de asegurar la fuerza a largo plazo de los Estados Unidos como nación.

## Actividades políticas

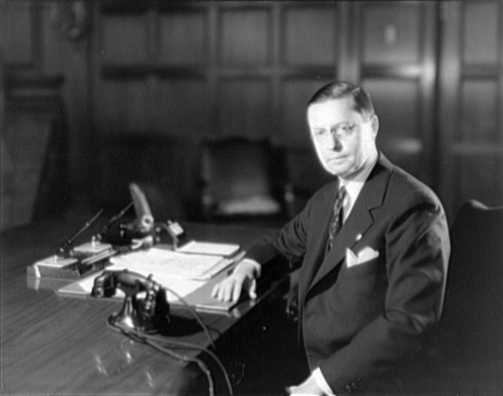
Chapin en su escritorio como Secretario de Comercio, 1932

Después de convertir a Hudson en uno de los fabricantes de automóviles estadounidenses independientes más rentables, Chapin dejó la compañía para incorporarse a la administración Hoover tras su nombramiento en 1932.
Durante su mandato como Secretario de Comercio, Chapin no logró persuadir a Henry Ford para que brindara ayuda financiera para evitar el colapso de la "Union Guardian Trust Company" de Detroit. La negativa de Ford a ayudar al banco a evitar una quiebra financiera condujo a la implantación del "día feriado bancario" de Míchigan, un evento que inició la institucionalización de una serie de días feriados bancarios estatales y, en última instancia, a la aprobación de la Ley de Emergencia Bancaria de la administración Roosevelt de 1933.

## Muerte
Chapin regresó a la gerencia de la compañía Hudson en marzo de 1933. Pasó sus últimos tres años tratando de salvar a la empresa de los efectos de la Gran Depresión. Murió en Detroit (Míchigan), el 16 de febrero de 1936. Le sucedió en Hudson A. E. Barit. Está enterrado en el Cementerio Woodlawn de Detroit.

## Legado

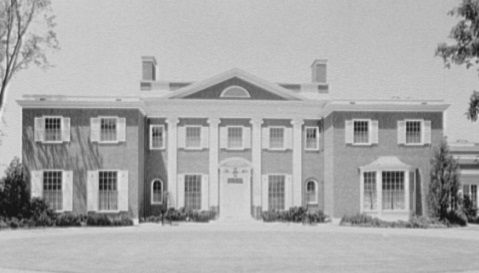
Casa Chapin en Grosse Pointe Farms, Míchigan

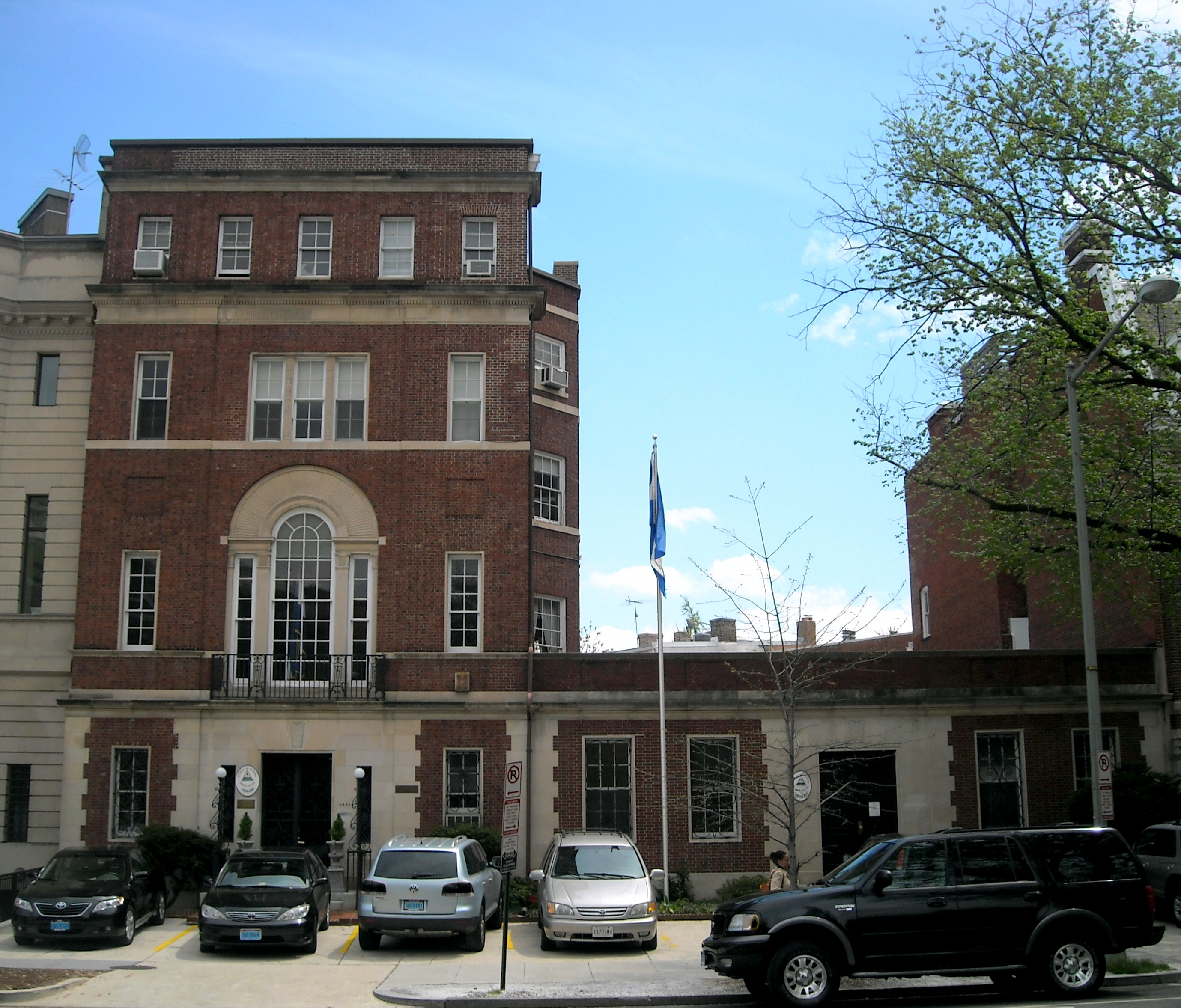
Antigua residencia de Chapin en Washington D. C., posteriormente sede de la Embajada de Nicaragua

En 1927, Chapin encargó al destacado arquitecto John Russell Pope que diseñara una residencia para su familia en el 447 de Lake Shore Road en Grosse Pointe Farms (Míchigan). Más adelante, Pope diseñó el Monumento a Thomas Jefferson, el Edificio de los Archivos Nacionales y la Galería Nacional de Arte en Washington D. C. Por su parte, Bryant Fleming ajardinó los terrenos, que incluían tejos de 600 años importados de Inglaterra. La señora Chapin ocupó la residencia hasta su muerte en 1956, cuando Henry Ford II y su esposa Anne compraron la propiedad. Ford fue dueño de la finca hasta 1983, cuando demolió la casa y dividió el terreno para construir condominios.
En 1954, la compañía Nash-Kelvinator Corporation adquirió Hudson mediante una fusión amistosa. La empresa resultante, American Motors Corporation (AMC), continuó operando hasta que Chrysler la adquirió en 1987. El hijo de Chapin, Roy D. Chapin Jr., desempeñó los cargos de presidente y director ejecutivo de AMC y llevó al fabricante de automóviles a la adquisición de Kaiser Jeep Corporation en 1970. Chapin fue incluido en el Salón de la Fama del Automóvil en 1972. Su nieto, William R. Chapin, fue nombrado presidente del Salón de la Fama del Automóvil en 2010.